# Christian Cseh
Christian Cseh (* 25. Oktober 1971 in Wien) ist ein ehemaliger österreichischer Eishockeytorwart und derzeitiger -trainer, der unter anderem für den EHC Linz und die Vienna Capitals in der Österreichischen Eishockey-Liga gespielt hat.

## Karriere
Cseh begann seine Karriere beim Wiener Eislauf-Verein und wechselte ab 1992 häufig zwischen Bundesliga und Nationalliga. In der Saison 2004/05 gewann er mit den Vienna Capitals den österreichischen Meistertitel. 
Seit seinem Karriereende im Jahr 2006 ist er vorwiegend als Torwarttrainer im Juniorenbereich tätig, seit 2014 bei den Junior Capitals. 

## Erfolge und Auszeichnungen
- 2005 Österreichischer Meister mit den Vienna Capitals